# For You (album Infinite)
For You – drugi japoński album studyjny południowokoreańskiej grupy Infinite, wydany 16 grudnia 2015 roku przez wytwórnię Woollim Entertainment i Universal Music. Został wydany w dziesięciu wersjach: regularnej CD, limitowanej CD+Blu-ray, limitowanej CD+DVD, a także siedmiu limitowanych, każdej z innym członkiem zespołu.
Płytę promowały single „Last Romeo ~Kimi ga ireba ii~”, „Dilemma” i „24-jikan”. Album osiągnął 3 pozycję w rankingu Oricon i pozostał na liście przez 5 tygodni, sprzedał się w nakładzie 26 851 egzemplarzy.

## Lista utworów
| Nr  | Tytuł                                                                | Słowa            | Kompozycja                       | Aranżacja                                  | Czas |
| --- | -------------------------------------------------------------------- | ---------------- | -------------------------------- | ------------------------------------------ | ---- |
| 1.  | "Can't Get Over You"                                                 | Kiyoshi Matsuo   | Kiyoshi Matsuo, Masaya Wada      | Masaya Wada                                | 4:12 |
| 2.  | "Love of My Life"                                                    | Ryūichi Kawamura | Ryūichi Kawamura                 | Hiroaki Hayama                             | 4:50 |
| 3.  | "Bad" (wer. japońska)                                                | Taira Yo         | Rphabet                          | Rphabet                                    | 3:36 |
| 4.  | "Dilemma"                                                            | Junji Ishiwatari | Tomoyasu Hotei                   | Tomoyasu Hotei                             | 4:20 |
| 5.  | "Just Another Lonely Night"                                          | Kiyoshi Matsuo   | Masaya Wada, Kiyoshi Matsuo      | Masaya Wada                                | 4:03 |
| 6.  | "Between me&you" (wer. japońska)                                     | Kon Mayumi       | Crazy Mind, KZ, Jeon Da-woon     | Crazy Mind, KZ, Jeon Da-woon               | 4:17 |
| 7.  | "Last Romeo ~Kimi ga ireba ii~" (jap. Last Romeo ～君がいればいい～) | Moon Ri-na       | Han Jae-ho, Kim Seung-soo        | Han Jae-ho, Kim Seung-soo, Hong Seung-hyun | 3:19 |
| 8.  | "For You"                                                            | Kanata Okajima   | Command Freaks, 220, Andrew Choi | Command Freaks, 220                        | 3:14 |
| 9.  | "Nothing's Over" (wer. japońska)                                     | Yumiko           | Han Jae-ho, Kim Seung-soo        | Han Jae-ho, Kim Seung-soo                  | 3:20 |
| 10. | "24-jikan" (jap. 24時間)                                             | Kiyoshi Matsuo   | Kiyoshi Matsuo, Masaya Wada      | Masaya Wada                                | 5:17 |
| 11. | "Back" (wer. japońska)                                               | midori.          | Rphabet                          | Rphabet                                    | 3:51 |